# Wypadek autobusu w Jambole
Wypadek autobusu w Jambole – wypadek drogowy, do jakiego doszło 28 maja 2009 roku, w pobliżu miasta Jamboł w południowo-wschodniej Bułgarii. Śmierć poniosło 18 osób, co najmniej 20 zostało rannych.

## Przebieg zdarzenia
Około godziny 9:15 czasu miejscowego (pol. 8:15), autobus Czawdar 11, należący do firmy przewozowej MCI Sławi Sławow zderzył się z grupą pieszych idących poboczem drogi, następnie kierowca stracił panowanie na pojazdem i z dużą siłą uderzył w przydrożne drzewo. Ustalono, że kierowca – 60-letni Gospodin Gospodinow, był trzeźwy. Ciężko rannego kierowcę przewieziono do szpitala w Sofii. Ofiary śmiertelne to głównie piesi, w których wjechał autobus.

## Następstwa
29 maja ogłoszono w Bułgarii dniem żałoby narodowej. Z powodu wypadku partie polityczne zawiesiły kampanię wyborczą związaną z wyborami do Parlamentu Europejskiego na kilka dni.